# Euramerika

Kaart van Euramerika waarop de drie continenten waaruit het ontstond staan aangegeven. De Caledoniden zijn gearceerd.

Euramerika (ook wel Old Red Sandstonecontinent, Laurussia of Laurazië, hoewel die laatste naam ook voor andere continentfiguraties gebruikt wordt) is een paleocontinent uit het Paleozoïcum, dat bestond uit het tegenwoordige Noord-Amerika en het noorden en midden van Europa.
Euramerika ontstond tijdens de Caledonische orogenese (ten einde in het Vroeg-Devoon, rond 400 miljoen jaar geleden), waarbij de twee paleocontinenten Baltica en Laurentia collideerden. Een kleiner derde continent, Avalonia, voegde zich iets later bij de twee. Euramerika werd begrensd door de Rheïsche Oceaan in het zuiden en de Khanty-oceaan in het oosten. Euramerika kwam later samen met Siberia in het oosten en Gondwana in het zuiden (Hercynische orogenese), waardoor het supercontinent Pangea gevormd werd.
Bij het samenkomen van Laurentia en Baltica waren de Caledoniden gevormd, een bergketen vergelijkbaar met de tegenwoordige Himalaya. Deze enorme bergmassa zorgde voor een grote aanvoer van sediment. Uit deze tijd worden in zowel Europa als Noord-Amerika daarom gesteenten als de klassieke Old Red Sandstone gevonden, formaties van terrestrische zandsteen en conglomeraat.